# Christer Solén
Christer Lars Ingvar Solén, född 16 februari 1939 i Gustafs församling, Kopparbergs län, död 24 december 2012 i Danderyds församling, Stockholms län, var en svensk operasångare.
Christer Solén, som var son till en kantor, studerade 1958–1967 vid Musikhögskolan där han avlade musiklärarexamen 1963 samt högre organist- och kantorsexamen 1965, vid Operaskolan 1965–1967 samt för Birgit Schöldberg-Stenberg. Han medverkade i början av sin karriär i oratorier och var en flitigt anlitad Bach-evangelist, bland annat i Västtyskland där han började framträda 1967. Han blev medlem av Sångens makt 1972 och fick engagemang vid Norrlandsoperan i Umeå 1974. Han gästspelade som operasångare i Herrenhausen och Vasa. Vidare var han romanssångare, bland annat i Skandinavien och Paris.
Även musik av modernare slag ingick i Soléns repertoar, däribland Witold Lutosławskis Paroles tissées för första gången i Sverige. Han uruppförde svensk kyrkomusik, exempelvis T Nilssons Epiphania, B Hambraeus Responsorier och Lars-Erik Rosells Visionens prophetae.
Christer Solén var 1966–1976 gift med Britt Marie Aruhn, 1977–1997 med Ingrid Lindgren (född 1952)  och 1999  till sin död med Karin Eriksrud (född 1961). Bland barnen märks dirigenten Eric Solén (född 1969) och operasångaren Leif Aruhn-Solén (född 1973). Christer Solén är begravd på Danderyds kyrkogård.